# Saint-Bonnet-de-Bellac
Saint-Bonnet-de-Bellac is een gemeente in het Franse departement Haute-Vienne (regio Nouvelle-Aquitaine) en telt 517 inwoners (1999). De plaats maakt deel uit van het arrondissement Bellac.

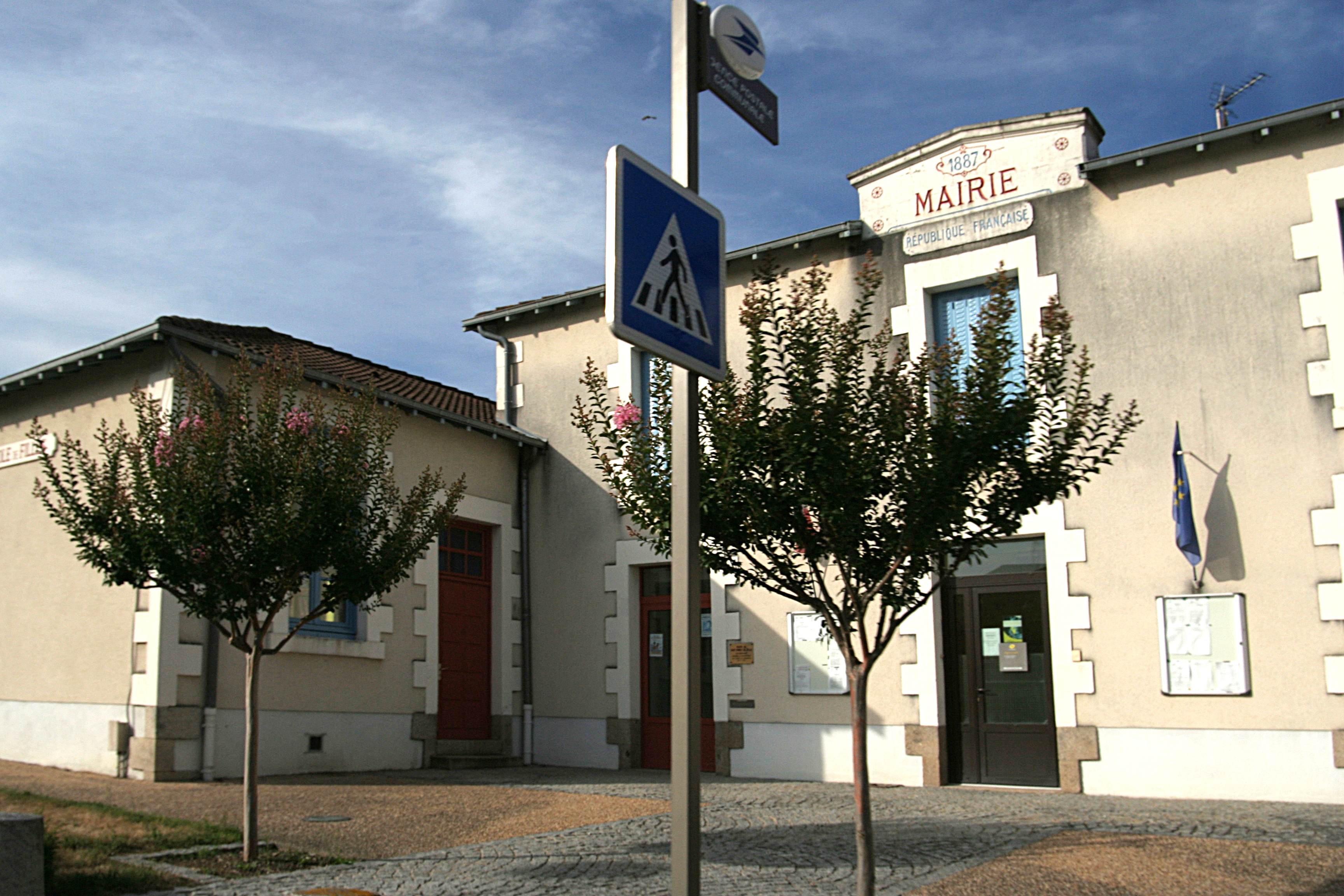
Gemeentehuis

## Geografie
De oppervlakte van Saint-Bonnet-de-Bellac bedraagt 34,7 km², de bevolkingsdichtheid is 14,9 inwoners per km².
De onderstaande kaart toont de ligging van Saint-Bonnet-de-Bellac met de belangrijkste infrastructuur en aangrenzende gemeenten.

## Demografie
Onderstaande figuur toont het verloop van het inwonertal (bron: INSEE-tellingen).